# Chorthippus dirshi
Chorthippus dirshi är en insektsart som beskrevs av Fishelson 1969. Chorthippus dirshi ingår i släktet Chorthippus och familjen gräshoppor. Inga underarter finns listade i Catalogue of Life.